# Paul Dano
Paul Franklin Dano (født 19. juni 1984) er en amerikansk skuespiller og producer, kendt for sin BAFTA-nominerede rolle i Paul Thomas Andersons There Will Be Blood fra 2007. Desuden har han spillet med i film som Little Miss Sunshine og The Girl Next Door.

## Filmografi i udvalg
- The Girl Next Door (2004)
- The Ballad of Jack and Rose (2005)
- Little Miss Sunshine (2006)
- There Will Be Blood (2007)
- Villy Vilddyr - og landet med de vilde krabater (2009)
- Love & Mercy (2014)